# Династија Трастамара
Династија Трастамара (шп. Trastámara) је династија краљева који су владали Кастиљом од 1369. до 1504, Арагоном од 1412. до 1516, Наваром од 1425. до 1479. и Напуљем од 1458. до 1501.
Главна карактеристика свих чланова ове династије је јачање монархистичког ауторитета и економски развој који је подстицала буржоазија. Сматрају се једном од првих ауторитарних монархија. Успели су да уведу европску дипломатију у Кастиљу, модернизујући је и претворивши је у силу способну да наметне своју хегемонију на Иберијско полуострво.
Династија је добила име по грофовији Трастамара, титула коју је носио Енрике II од Кастиље (1369-1379) пре него што је ступио на престо (након грађанског рата који се завршио смрћу његовог брата, Педра I Окрутног) јер га је одгајио и образовао гроф Родриго Алварез.
Династија Трастамара је окупирала арагонски престо путем Договора из Каспе (1412), којим се завршава борба око престола настала услед смрти дон Мартина I 1410. који није оставио наследника.
Последњи монарх ове династије који је владао у Шпанији је била Хуана I од Кастиље. Пошто се удала за Филипа Лепог, шпански престо после ње заузима аустријска династија Хабзбурговаца.